# Jean-Louis Le Loutre
Jean-Louis Le Loutre (Morlaix, 26 settembre 1709 – Nantes, 30 settembre 1772) è stato un presbitero e patriota francese in Acadia e Nuova Francia.
Le Loutre divenne il comandante de facto delle forze francesi, acadiane e mi'kmaq durante la guerra di re Giorgio e la guerra che da lui prese il nome nel corso del XVIII secolo contro l'impero coloniale inglese in Acadia (attuale Nuova Scozia e Nuovo Brunswick).

## Biografia

### I primi anni
Le Loutre nacque nel 1709 da Jean-Maurice Le Loutre Després, produttore di carta, e da sua moglie, Catherine Huet, figlia di un cartiere, nella parrocchia di San Matteo a Morlaix, in Bretagna, regione della Francia. Nel 1730, il giovane Le Loutre entrò nel Séminaire du Saint-Esprit di Parigi; entrambi i suoi genitori erano già morti all'epoca. Dopo aver completato la sua formazione, Le Loutre si trasferì al Séminaire des Missions Étrangères dal marzo del 1737, con l'intento di farsi missionario. Gran parte dei sacerdoti qui venivano assegnati in Asia, ma Le Loutre venne invece assegnato al Canada orientale, presso le popolazioni mi'kmaq e algonquian. Le Loutre giunse in Nuova Scozia nel 1738.

### Île Royale
Poco dopo essere stato ordinato sacerdote, Le Loutre salpò per l'Acadia e giunse a Louisbourg, all'Île-Royale nell'autunno del 1737. Trascorse quasi un anno a Malagawatch, lavorando al fianco del missionario Pierre Maillard per apprendere la lingua mi'kmaq. Le Loutre venne assegnato quindi a rimpiazzare l'abate di Saint-Vincent alla missione di Sainte-Anne a Shubenacadie. Partì quindi per la sua nuova missione il 22 settembre 1738. I suoi compiti includevano la cura d'anime di Cobequid e Tatamagouche. Lawrence Armstrong era vicegovernatore ad Annapolis Royal. Sebbene Armstrong si fosse inizialmente lamentato del fatto che La Loutre non gli si era presentato ad Annapolis Royale, le relazioni di Le Loutre con le autorità britanniche locali rimasero cordiali.

### La guerra di re Giorgio

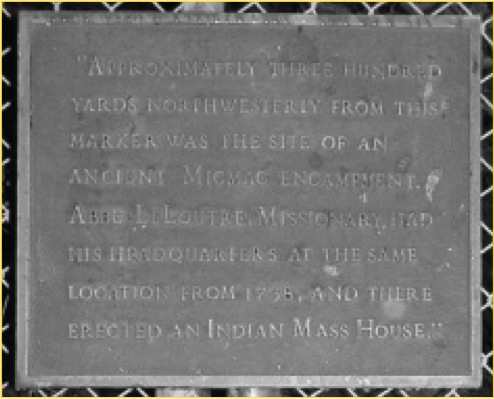
Placca a ricordo di padre Le Loutre presso Shubenacadie, Nuova Scozia

La conquista dell'Acadia da parte della Gran Bretagna ebbe inizio con la presa della capitale provinciale di Port Royale nel 1710. Col trattato di Utrecht del 1713, la Francia cedette formalmente l'Acadia alla Gran Bretagna.
Erano però rimasti dei disaccordi sui confini provinciali, ed alcuni acadiani continuavano ad opporsi al governo inglese. Col riprendere della guerra nel 1744, i capi della Nuova Francia formularono un piano per riprendere il controllo della Nuova Scozia controllata dagli inglesi con un assalto alla capitale, che gli inglesi avevano rinominato Annapolis Royal.

### L'assedio di Annapolis Royal
Nel corso della guerra di re Giorgio, la neutralità di Le Loutre e degli acadiani venne messa a dura prova. Con la fine della guerra, gran parte degli ufficiali che si era dimostrati favorevoli agli acadiani conclusero che Le Loutre e gli altri si erano dimostrati vicini alle posizioni francesi. Le Loutre nello specifico venne probabilmente coinvolto direttamente in due raids su Annapolis Royal. Il primo assedio di Fort Anne venne tentato nel luglio del 1744 ma si concluse quattro giorni dopo per la mancanza di adeguato supporto da parte della marina militare francese.
Un secondo tentativo nel settembre del 1744 venne orchestrato da François Dupont Duvivier. Senza cannoni da assedio, ad ogni modo, Duvivier poté fare ben poco. Sul finire della primavera successiva, il vicegovernatore della Nuova Scozia, Paul Mascarene, scrisse al governatore del Massachusetts, William Shirley, chiedendogli aiuto militare. I Gorham's Rangers giunsero verso la fine di settembre a rinforzare la guarnigione.
L'anno successivo, Louisburg cadde per la prima volta nelle mani degli inglesi. Dopo la cattura della città, gli inglesi tentarono di ingannare La Loutre proponendogli di portarsi in città per una sua maggiore sicurezza, ma egli scelse di portarsi invece a Quebec per conferire con le autorità francese.

#### La spedizione del duca d'Anville
Un nuovo tentativo di assalto ad Annapolis Royal venne organizzato da Le Loutre con l'ausilio di Jean-Baptiste Nicolas Roch de Ramezay nella spedizione del duca d'Anville del 1746. Con Louisbourg nelle mani degli inglesi, Le Loutre iniziò a trattare con i coloni acadiani e a contrattare per avere un supporto marittimo. Le autorità lo incaricarono di ricevere la spedizione a Baie de Chibouctou (Halifax Harbour, nell'attuale città di Halifax). Le Loutre era virtualmente l'unica persona a conoscere i segnali atti a identificare le tre navi della flotta. A lui fu affidato il coordinamento delle operazioni navali con le forze di terra di Ramezay inviate a riprendere il controllo dell'Acadia catturando Annapolis Royal nel giugno del 1746. Ramezay ed i suoi uomini giunsero a Beaubassin (attuale Amherst) a luglio, quando due sole fregate raggiunsero la Baie de Chibouctou. Le Loutre scrisse a Ramezay suggerendogli di attaccare Annapolis Royal con gli uomini a sua disposizione, ma il suo consiglio non venne ascoltato. Attese più di due mesi l'arrivo della spedizione, rallentata da venti contrari e da malesseri a bordo e quindi venne costretta a tornare al porto di partenza.
Dopo la fallita spedizione, Le Loutre tornò in Francia con l'intento poi di portarsi nuovamente in Nord America. Venne fatto prigioniero dagli inglesi e perciò il suo ritorno venne ritardato al 1749.

#### La guerra di padre Le Loutre
Le Loutre spostò la sua base operativa nel 1749 da Shubenacadie a Pointe-à-Beauséjour presso l'istmo di Chignecto. Quando Le Loutre giunse a Beauséjour, Francia e Inghilterra stavano disputandosi il possesso dell'attuale Nuovo Brunswick. Un anno dopo essere giunti ad Halifax, gli inglesi costruirono dei forti militari nelle principali comunità acadiane locali: Fort Edward (a Piziquid), Fort Vieux Logis a Grand Pré e Fort Lawrence (a Beaubassin).
Le Loutre scrisse quindi al ministro della marina francese: "Dal momento che non possiamo opporci direttamente agli avventurieri inglesi, penso che la cosa migliore che possiamo fare sia incitare i mi'kmaq a continuare a minacciare gli inglesi; il mio piano è di persuadere i mi'kmaq ad inviare un messaggio agli inglesi, che non permetteranno altri loro nuovi insediamenti in Acadia. [...] Farò del mio meglio per far sembrare agli inglesi che il piano si sia originato dai mi'kmaq e che io non vi abbia avuto parte."
Il governatore generale Jacques-Pierre de Taffanel de la Jonquière, marchese de la Jonquière scrisse nel 1749 al suo superiore in Francia: "Saranno i missionari a dirigere i negoziati e a dirigere i movimenti dei selvaggi, che si trovano in mani eccellenti, dal momento che il reverendo padre Germain e monsieur l'abate Le Loutre sono persone capaci e li useremo per i nostri interessi. Gestiranno i loro intrighi pur senza far apparire che vi abbiano preso parte."

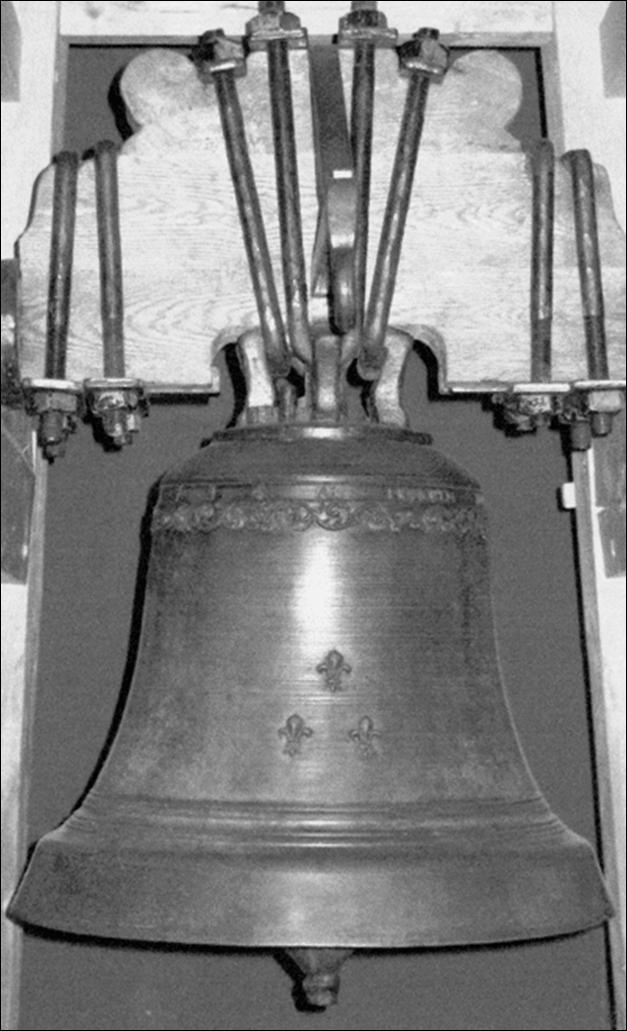
Le Loutre recuperò questa campana dalla chiesa di Beaubassin durante la battaglia di Chignecto (1750); successivamente Le Loutre recuperò nuovamente la campana per la cattedrale di Beausejour durante la battaglia di Beausejour

Dal momento che esisteva una pace ufficiale tra Francia e Gran Bretagna, Le Loutre guidò una resistenza di guerriglia contro i forti degli inglesi nei villaggi acadiani, in quanto l'esercito era impossibilitato a farla. Le Loutre e i francesi si stabilirono a Beauséjour, proprio di fronte a Beaubassin. Charles Lawrence dapprima tentò di stabilire il controllo su Beauséjour e poi su Beaubassin nei primi mesi del 1750, ma le sue forze vennero respinte da quelle di Le Loutre, dei mi'kmaq e degli acadiani. Il 23 aprile, Lawrence cercò di porre una base a Chignecto dal momento che Le Loutre aveva dato alle fiamme il villaggio di Beaubassin, impedendo a Lawrence di utilizzare i rifornimenti locali.
Sconfitto a Beaubassin, Lawrence si recò a Piziquid dove si trovava Fort Edward; costrinse gli acadiani a distruggere la chiesa locale ed a rimpiazzarla col forte inglese. Lawrence ritornò quindi nell'area di Beaubassin per avviare la costruzione di Fort Lawrence. Anche in quel luogo incontrò altra resistenza di mi'kmaq e acadiani ai quali si aggiunse Le Loutre coi suoi uomini, accompagnato da Joseph Broussard. Gli inglesi riuscirono ad avere la meglio ed eressero Fort Lawrence a Beaubassin.
Nella primavera del 1751, i francesi contrastarono i nemici con la costruzione di Fort Beauséjour. Le Loutre salvò la campana della chiesa di Notre Dame d'Assumption a Beaubassin e la pose nella cattedrale fatta costruire presso Fort Beauséjour. Nel 1752 propose un piano alla corte francese per distruggere Fort Lawrence e restituire Beaubassin a mi'kmaq e acadiani. Quindi ancora una volta Le Loutre collaborò con i mi'kmaq per opporsi agli inglesi per impedire la loro espansione nella regione con la costruzione di nuovi insediamenti.
Il governatore inglese Edward Cornwallis venne informato in agosto che due vascelli erano stati attaccati dagli indiani presso Canso dove "tre inglesi e sette indiani erano stati uccisi". Il Consiglio coloniale credette che l'attacco fosse stato organizzato direttamente da padre Le Loutre. Il governatore a questo punto offrì una taglia di 50 sterline per la cattura di La Loutre, vivo o morto.

#### Il raid su Dartmouth (1749)
Il 30 settembre 1749, una milizia mi'kmaq proveniente da Chignecto razziò il mulino del maggiore Ezekiel Gilman presso l'attuale cittadina di Dartmouth, uccidendo quattro lavoratori e ferendone altri due. In risposta, Cornwallis emise un proclama offrendo una taglia per la cattura o lo scalpo di combattenti mi'kmaw: "ogni indiano che distruggerete (producendone lo scalpo come è in uso) o ogni indiano catturato, sia esso uomo, donna o bambino [sarà pagato]."

#### L'esodo acadiano (1750-52)
Con l'occupazione di Halifax e l'intensificarsi dell'occupazione della Nuova Scozia, Le Loutre guidò personalmente gli acadiani che vivevano nella regione del Cobequid nell'entroterra della Nuova Scozia verso il Nuovo Brunswick e l'Isola del Principe Edoardo. Cornwallis tentò di impedire questa fuga, ma i deputati della comunità acadiana gli presentarono una petizione nella quale si rifiutavano di combattere contro altri francesi e per questo non desideravano rimanere in quei luoghi. Cornwallis rifiutò decisamente la proposta e ribatté che se fossero partiti non avrebbero più potuto reclamare i loro beni che sarebbero divenuti proprietà della Corona britannica.
Malgrado le minacce di Cornwallis, gran parte degli acadiani del Cobequid seguì Le Loutre. Il sacerdote tentò di fondare nuove comunità, ma trovò difficoltà nei rifornimenti di cibo e beni di prima necessità. Trovandosi in difficoltà, nel 1752 si appellò alle autorità di Quebec e andò nuovamente in Francia per richiedere l'invio di fondi che ottenne nel 1753 e che riportò in America. Lo sviluppo dell'allevamento, associato alla costruzione di nuove aree agricole, avrebbe evitato la fame per la popolazione locale.

#### La battaglia di Fort Beauséjour (1755)

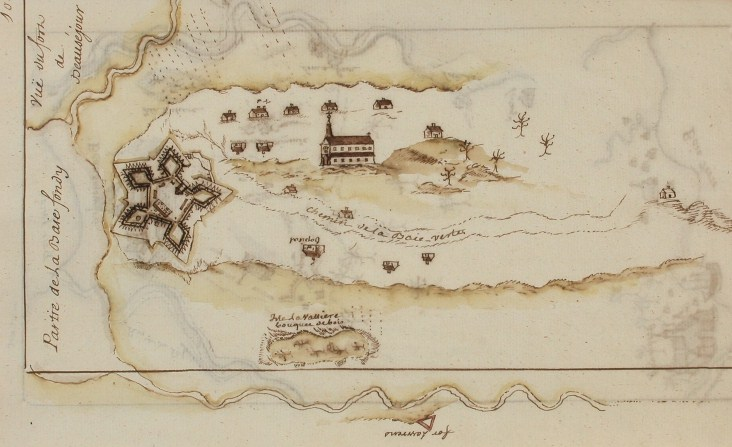
Fort Beausejour e la cattedrale locale (c. 1755)

Nel 1754 il vescovo Henri-Marie Dubreil de Pontbriand di Quebec nominò Le Loutre quale suo vicario generale in Acadia. Questi continuò ad incoraggiare i mi'kmaq alla resistenza armata contro gli inglesi. Diresse personalmente ancora una volta gli acadiani da Minas a Port Royal per la costruzione della cattedrale di Beauséjour. Questa era un'esatta replica della cattedrale di Notre Dame di Quebec. Un mese dopo, con la cattedrale che poteva dirsi completata, gli inglesi decisero di attaccare. Con l'imminente caduta di Fort Beauséjour, Le Loutre decise di incendiare personalmente la cattedrale per evitare che cadesse nelle mani degli inglesi, ma ne salvò la campana, non solo per il suo valore, ma anche perché rappresentava un atto simbolico nella speranza della ricostruzione, come aveva fatto con la stessa campana che già si trovava nella chiesa di Beaubassin. Quella sconfitta segnò l'apice della deportazione degli acadiani. La campana salvata da Le Loutre si trova oggi al Fort Beauséjour National Historic Site.

### Carcere, morte ed eredità

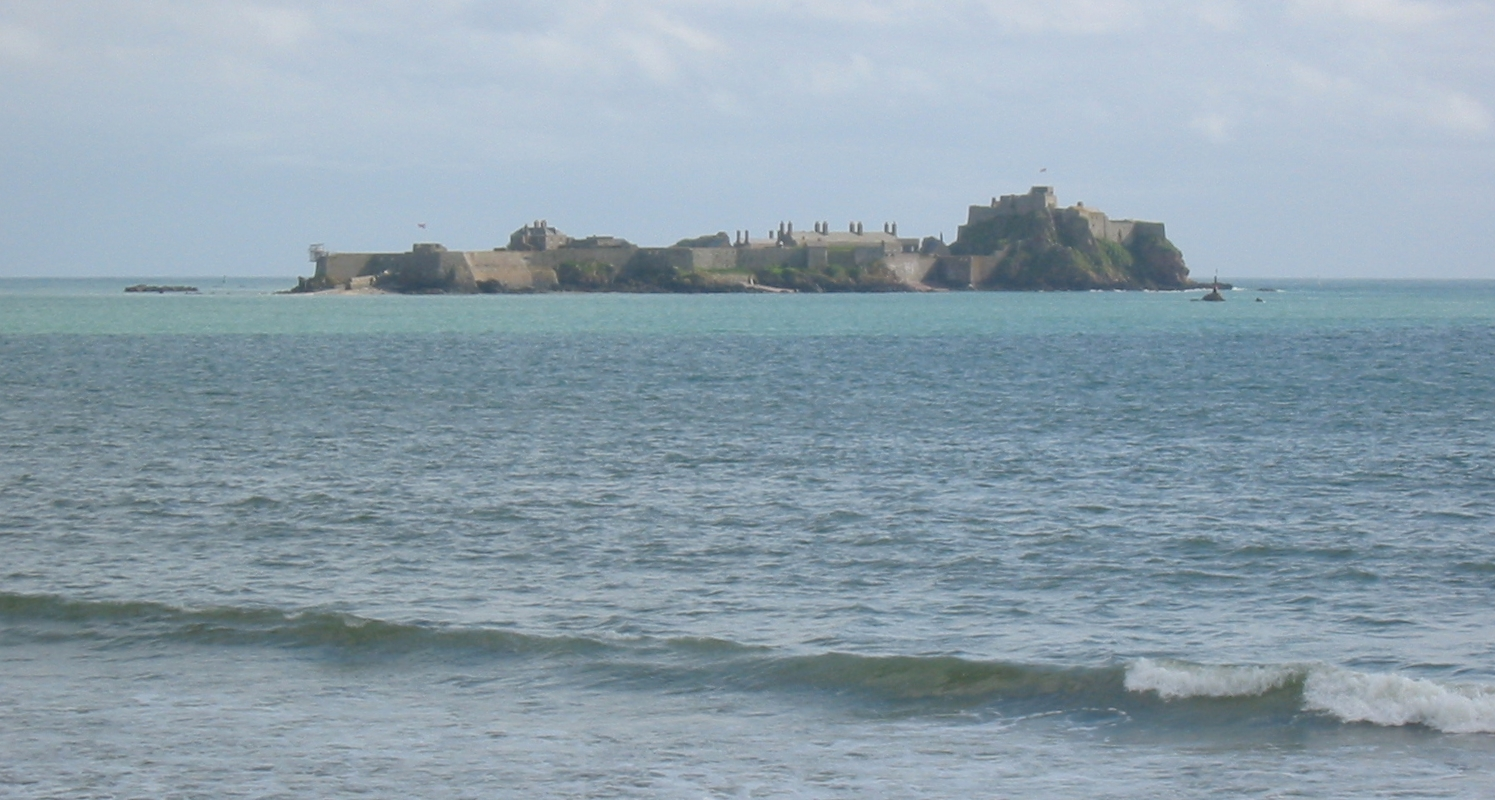
Elizabeth Castle: la prigione di Le Loutre

Conscio del rischio, Le Loutre fuggì a Quebec attraverso la foresta. A tarda estate, tornò a Louisbourg e salpò verso la Francia. La sua nave venne assaltata dagli inglesi a settembre del 1755, e Le Loutre venne fatto prigioniero. Dopo tre mesi trascorsi a Plymouth, venne portato all'Elizabeth Castle di Jersey dove rimase incarcerato per otto anni, sino alla firma del trattato di Parigi del 1763 che pose fine alla guerra dei sette anni.
Liberato, tentò nuovamente di assistere gli acadiani deportati in Francia ad insediarsi in aree come Morlaix, Saint-Malo e Poitou. Le Loutre morì a Nantes il 30 settembre 1772. Venne sepolto il giorno successivo nella chiesa di San Leonardo. Lasciò i suoi beni alla comunità acadiana.
Lo storico Micheline Johnson lo ha descritto come "l'anima della resistenza acadiana". La città di Gatineau presso Quebec gli ha dedicato una via.